# Alternarioza
Alternarioza – grzybowa choroba roślin wywołana przez gatunki z rodzaju Alternaria. Do ważniejszych alternarioz należą:
- alternarioza agrestu (Alternaria alternata)
- alternarioza buraka Alternaria alternata
- alternarioza cebuli (Alternaria porri, Alternaria alternata)
- alternarioza chryzantemy (Alternaria chrysanthemi)
- alternarioza cynii (Alternaria zinniae, Alternaria alternata)
- alternarioza cynerarii (Alternaria senecionis)
- alternarioza dyni oleistej (Alternaria alternata)
- alternarioza dyniowatych (Alternaria cucumerina, Ulocladium sp.)
- alternarioza drzew ziarnkowych (Alternaria alternata)
- alternarioza goździka (Alternaria sp.)
- alternarioza konopi (Alternaria alternata)
- alternarioza lewkonii (Alternaria raphani)
- alternarioza naci marchwi (Alternaria dauci)
- alternarioza papryki (Alternaria solani)
- alternarioza pietruszki (Alternaria petroselini)
- alternarioza pomidora (Alternaria solani)
- alternarioza tytoniu (Alternaria sp.)
- alternarioza ziemniaka zwana też suchą plamistością liści ziemniaka (Alternaria solani, Alternaria alternata)
- czarna plamistość maku (Alternaria alternata, Pleospora herbarum, Stemphylium herbarum)
- czerń krzyżowych (Alternaria brassicae, Alternaria brassicola i Alternaria alternata)[2].